# Prémery
Prémery – miejscowość i gmina we Francji, w regionie Burgundia-Franche-Comté, w departamencie Nièvre.
Według danych na rok 1990 gminę zamieszkiwało 2377 osób, a gęstość zaludnienia wynosiła 52 osoby/km² (wśród 2044 gmin Burgundii Prémery plasuje się na 84. miejscu pod względem liczby ludności, natomiast pod względem powierzchni na miejscu 45.).